# Jeff Healey

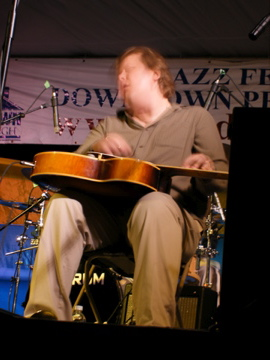
Jeff Healey 2007.

Norman Jeffrey "Jeff" Healey, född 25 mars 1966 i Toronto, Ontario, död 2 mars 2008 i Toronto, Ontario, var en kanadensisk jazz-, blues- och rockgitarrist och sångare.
Vid ett års ålder fick han cancer och var sedan dess blind. När han var tre år fick han en gitarr och utvecklade en säregen spelstil, med gitarren liggande i knät.
Han startade 1985  bandet The Jeff Healey Band tillsammans med basisten Joe Rockman och trummisen Tom Stephen. De slog igenom i slutet av 1980-talet med albumet See the Light, bland annat innehållande hiten "Angel Eyes".
Jeff Healey hade även en roll i filmen Road House från 1989.

## Diskografi
- 1988 – See the Light
- 1990 – Hell to Pay
- 1992 – Feel This
- 1995 – Cover to Cover
- 2000 – Get Me Some
- 2005 – Live at Montreux 1999
- 2006 – It's Tight Like That
- 2007 – Adventures in Jazzland
- 2007 – Among Friends
- 2008 – Mess of Blues